# Armin Fleischmann

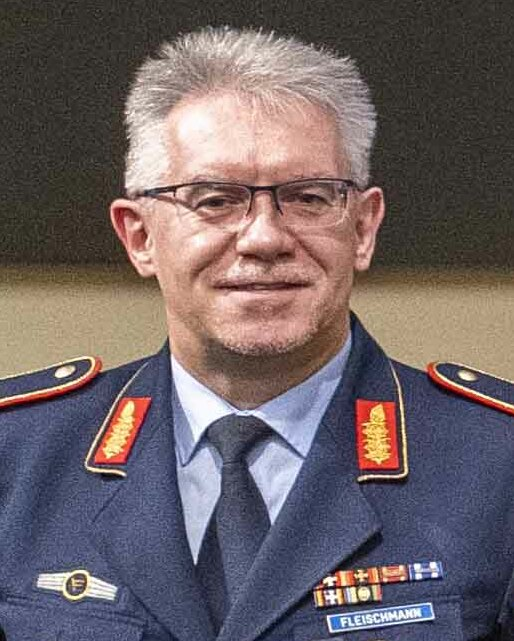
Armin Fleischmann, 2024

Armin Herbert Fleischmann (* 25. Juli 1965 in Neunburg vorm Wald) ist ein Generalmajor der Luftwaffe der Bundeswehr und seit 22. September 2024 Abteilungsleiter Planung CIR und Digitalisierung der Bundeswehr im Kommando Cyber- und Informationsraum.

## Militärische Laufbahn

### Ausbildung und erste Verwendungen
Fleischmann trat 1983 als Offizieranwärter der Luftwaffe in Roth in die Bundeswehr ein. Bis 1984 folgte die Ausbildung zum Offizier an der Offizierschule der Luftwaffe in Fürstenfeldbruck. Bis 1988 schloss sich ein Studium der Nachrichtentechnik an der Universität der Bundeswehr München an. Von 1988 bis 1993 folgte ein Einsatz als EloKa-Offizier FmEloAufkl beim Fernmeldebereich 70 (General-von-Seidel-Kaserne) in Trier. Von 1993 bis 1996 folgte eine Verwendung als Sektorchef FmEloAufkl beim Stabs- und Versorgungssektor mit Luftwaffensicherungsstaffel beim Fernmeldebereich 70 ebenfalls in Trier. 1997 wurde er Leiter Systemführung EIFEL (FüInfoSysLw) im Luftwaffenführungsdienstkommando in Köln. Anschließend nahm Fleischmann am 42. Generalstabsdienstlehrgang der Luftwaffe an der Führungsakademie der Bundeswehr in Hamburg teil.

### Dienst als Stabsoffizier
Seine erste Verwendung als Stabsoffizier bekam Fleischmann von 1999 bis 2001 als Dezernent für Konzeption von InfoSysBw (Vorhabenoffizier IntraNetBw) im Amt für Fernmelde- und Informationssysteme der Bundeswehr in Rheinbach. 2001 wechselte er als Referent in den Aufbaustab des Bundesamtes für Informationsmanagement und Informationstechnik der Bundeswehr (IT-AmtBw) nach Koblenz. Im gleichen Jahr übernahm er den Dienstposten Abteilungsleiter 6 im Kommando 3. Luftwaffendivision in Berlin. Ab 2003 war er als Referent Fähigkeitsanalyse Bundeswehr und Sekretär der IAGFA Führungsfähigkeit im Bundesministerium der Verteidigung (BMVg) Fü S VI 3 in Bonn tätig. 2005 wechselte er im BMVg die Abteilung und wurde Grundsatzreferent für Konzeption IT und Vertreter IT-Direktor in den Rüstungsgremien im
BMVg (M II / IT 1). Von 2007 bis 2010 war er Kommandeur Führungsunterstützungsbataillon 292 in Dillingen an der Donau. Danach war Fleischmann Bereichsleiter IT-AmtBw A 3 (Interoperabilitätsmanagement, Projektbeauftragter/-leiter für DEU Anteil Afghanistan Mission Network) in Koblenz. 2012 übernahm er den Dienstposten Referatsleiter im Kommando Luftwaffe  Abt 2 II c – Grundsatz Führungsfähigkeit Luftwaffe und IT-SiBeLw in Berlin. Ab 2013 war Abteilungsleiter 6 im Zentrum Luftoperationen in Kalkar / Uedem. 2014 übernahm er als Referatsleiter Pol II 5 Sicherheitspolitische Aspekte der internationalen Cyber-, Weltraum-, Ressourcen- und Kooperationspolitik im Bundesministerium der Verteidigung in Berlin. 2015 wechselte er als Referatsleiter in den  Aufbaustab CIT (Anteil Cyber, FüUstg; IT) ebenfalls im BMVg in Berlin. 2016 wurde er Chef des Stabes Aufbaustab CIR (Anteil Cyber, FüUstg; IT) im BMVg in Bonn.

### Dienst als General
Von 2017 bis 2021 war Fleischmann Abteilungsleiter Planung / Digitalisierung im Kommando Cyber- und Informationsraum in Bonn. 2021 bis 2022 war er Leiter des Aufstellungsstabes Zentrum Digitalisierung der Bundeswehr und Fähigkeitsentwicklung Cyber- und Informationsraum im gleichen Kommando in Bonn. Zum 1. Oktober 2022 wurde er als Unterabteilungsleiter CIT I im Bundesministerium der Verteidigung nach Berlin versetzt. Am 22. September 2024 wurde Fleischmann, als Nachfolger von Generalmajor Michael Färber, Abteilungsleiter Planung CIR und Digitalisierung der Bundeswehr im Kommando Cyber- und Informationsraum.

## Auslandseinsätze
- 2009 ISAF Chief CJ 6 RC North in Mazar-E-Sharif / AFG
- 2010–2012 DEU Projektleiter Afghanistan Mission Network AMN (Kurzeinsätze AFG)

## Sonstiges
Fleischmann ist auch Vorsitzender der AFCEA Bonn e. V.